# Narcís Casademont i Costa
Narcís Casademont i Costa (Figueres, 1816 - 1890?) va ser un compositor català que exercí d'organista i mestre de capella de la catedral de Solsona i de la basílica de Santa Maria de Castelló d'Empúries.
Exercí de mestre de capella a Castelló d'Empúries des de 1858 fins a 1890, ocupant la plaça que havia deixat Bonaventura Frigola.
Es conserven obres seves al fons musicals de la catedral de Girona (GirC), de l'església parroquial de Sant Esteve d'Olot (OloSE), de la Catedral-basílica del Sant Esperit de Terrassa (TerC), de la basílica de Santa Maria de Castelló d'Empúries (CaeSM) i de catedral de Solsona (SolC).